# الانتخابات التشريعية الجزائرية 2012

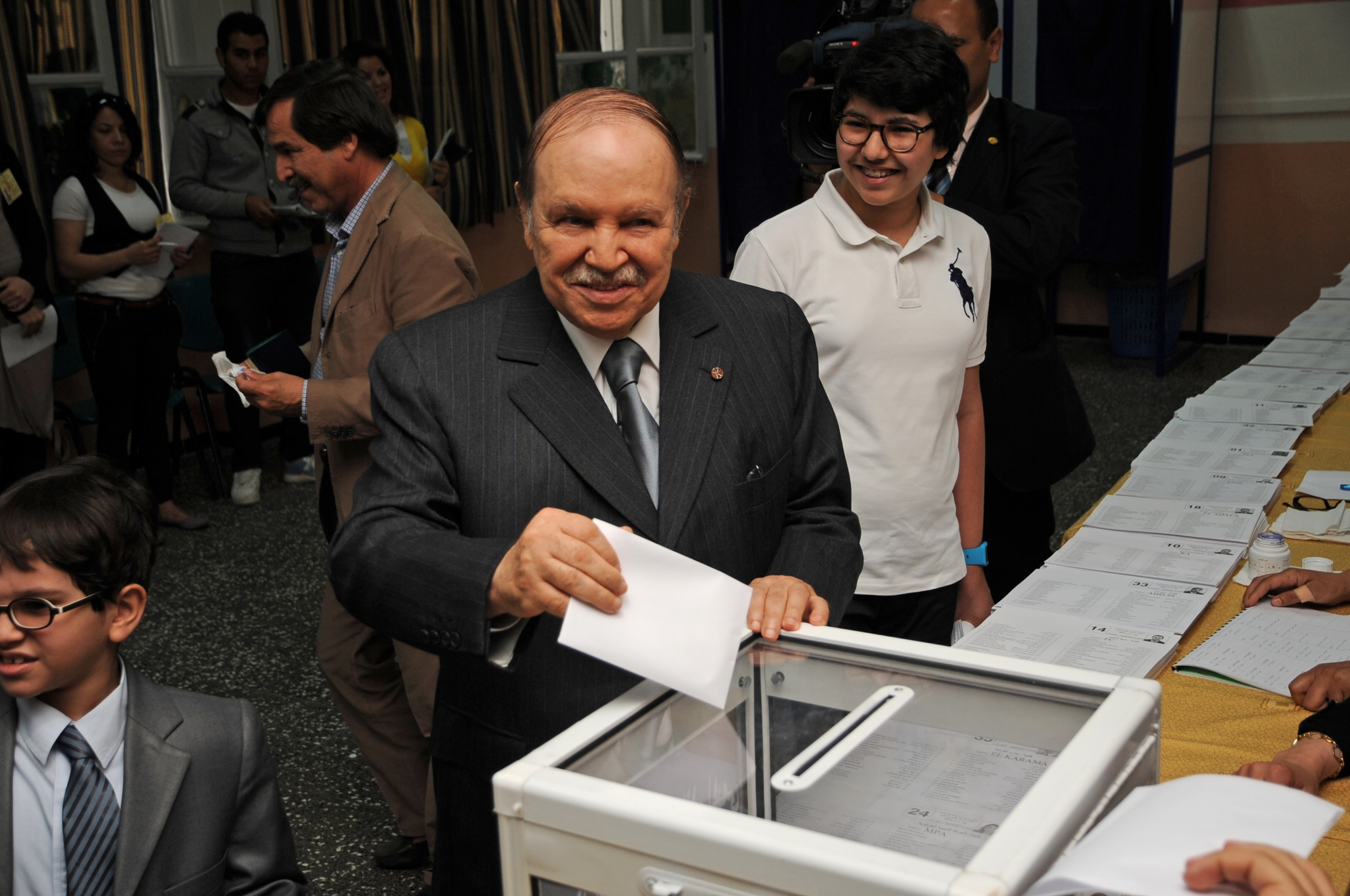
الرئيس الجزائري عبد العزيز بوتفليقة يدلي بصوته في الانتخابات التشريعية يوم 10 مايو

الانتخابات التشريعية الجزائرية 2012 جرت في 10 مايو 2012. أعلن وزير الداخلية الجزائري دحو ولد قابلية النتائج النهائية للانتخابات التشريعية التي بلغت نسبة المشاركة فيها 42.36 بالمئة. وأظهرت النتائج فوز حزب جبهة التحرير الوطني بـ220 مقعدا من أصل 462 ليحل في المرتبة الأولى والتجمع الوطني الديمقراطي في المرتبة الثانية مع 68 مقعدا وتكتل الجزائر الخضراء في المرتبة الثالثة مع 48 مقعدا.

## معرض صور

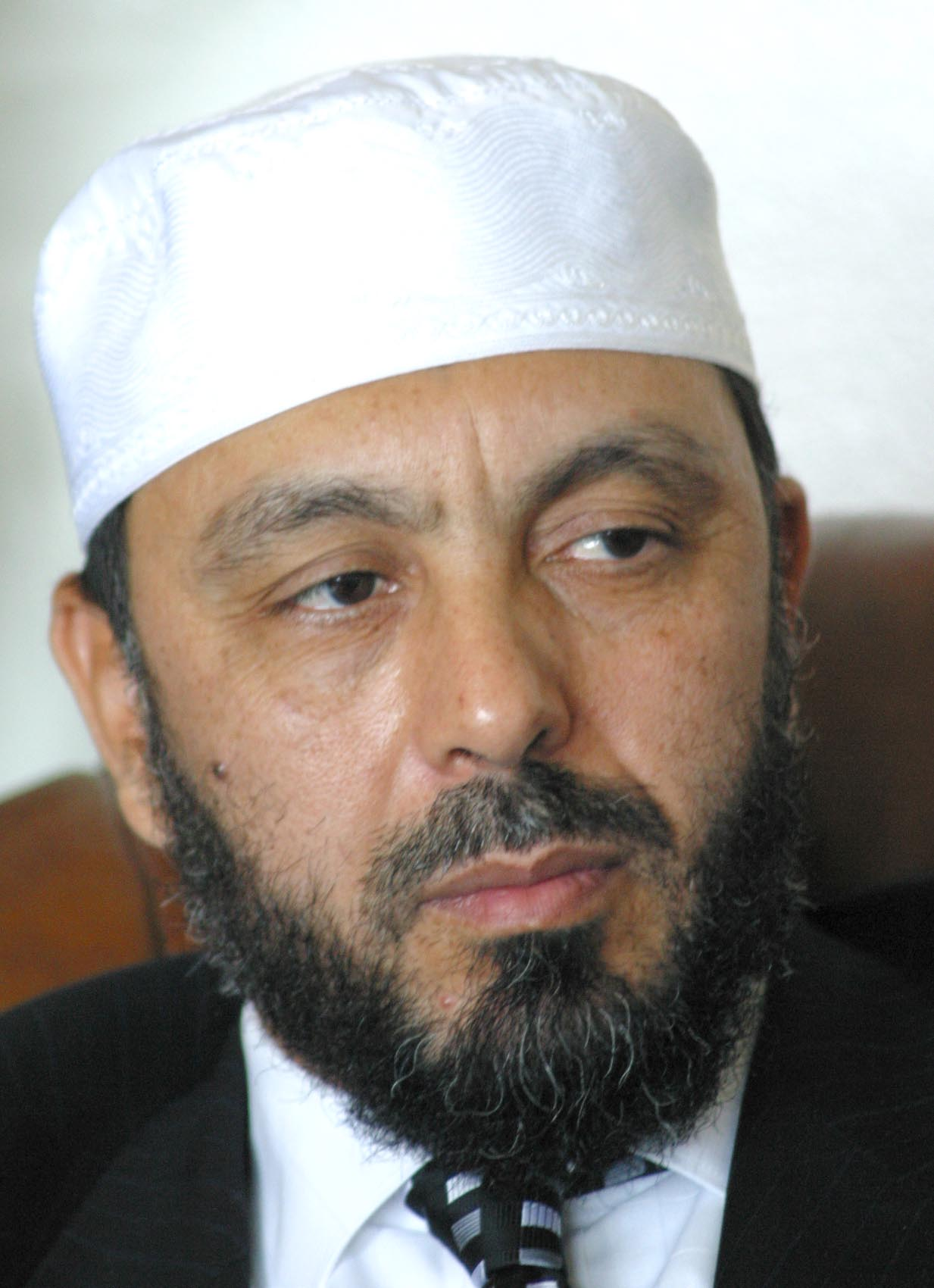
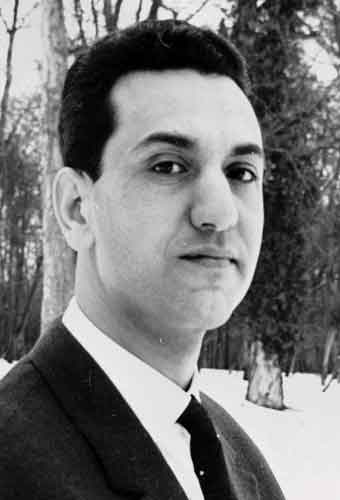
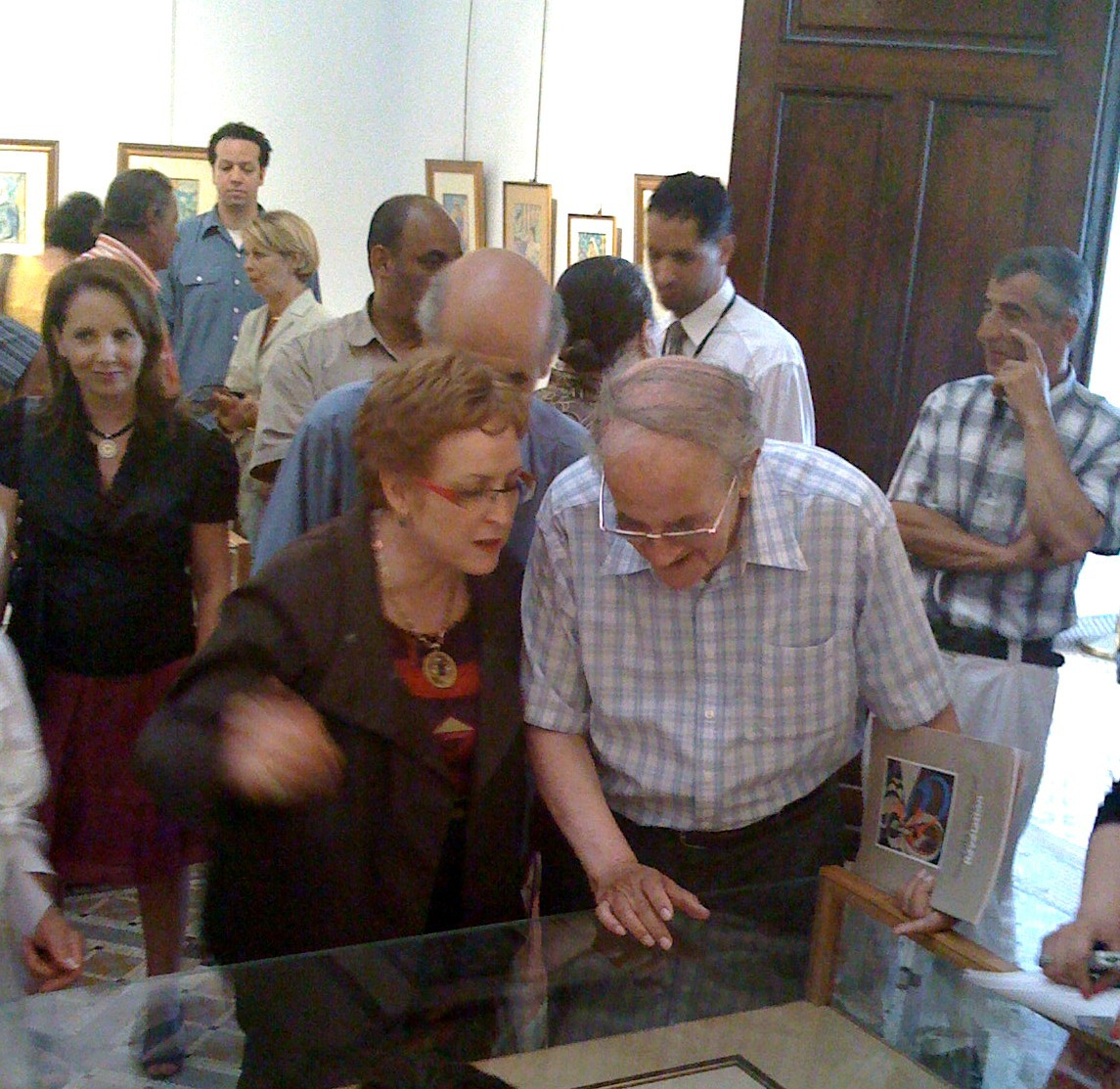